# Frits Daams
Fredericus Henricus Josephus Maria (Frits) Daams (Vught, 16 maart 1920 - 's-Gravenhage, 13 juli 2001) was een Nederlands ambtenaar, bestuurder en politicus voor de Partij van de Arbeid.
Frits Daams was de zoon van de katholieke winkelier en olie- en wijnhandelaar Frederikus Daams en Maria Geertruida Diels. Hij ging in 's-Hertogenbosch naar het Sint Jans College, waar hij het gymnasium afrondde. Na de officiersopleiding aan de School voor Reserve Officieren (infanterie) te Breda studeerde hij Nederlands Recht aan de Katholieke Universiteit Nijmegen (2 maanden in 1939) en aan de Rijksuniversiteit Utrecht (1940 - 1947, onderbroken door de oorlog).
Tijdens de oorlog werkte Daams als ambtenaar bij de Raad van Arbeid in 's-Hertogenbosch (1941-1942) en bij de Nederlandse Rooms-Katholieke Middenstandsbond, bisdom 's-Hertogenbosch (1942-1945). Van 1945 tot 1947 was hij hoofd sectie pers en voorlichting bij de Provinciale Militaire Commissaris, en na zijn studie ging hij als ambtenaar aan de slag bij het Ministerie van Economische Zaken: eerst als commies, van 1951 tot 1956 als hoofdcommies bij de afdeling Organisatie Bedrijfsleven, en daarna als administrateur bij dezelfde afdeling.
Daams was actief binnen de sociaaldemocratische beweging, via onder meer de Katholieke Werkgemeenschap in de PvdA en als bestuurslid van de Haagse afdeling van de partij. Van 1956 tot 1969 was Daams lid van de Tweede Kamer der Staten-Generaal voor de Partij van de Arbeid. Hij hield zich onder meer bezig met Justitie, maatschappelijk werk, middenstandsaangelegenheden en pensioenen. Ook hield hij zich specifiek bezig met de zwakzinnigenzorg, het gehandicaptenbeleid en de toelating van spijtoptanten uit Indonesië. Bij dit laatste onderwerp diende hij in 1961 een amendement in op de begroting van Justitie om het salaris van de Minister met een gulden te verlagen als afkeuring van zijn spijtoptantenbeleid.
In 1963 behoorde hij tot de 19 leden van zijn fractie die tegen het wetsvoorstel tot goedkeuring van het 'Generalbereinigungs-verdrag' met Duitsland stemde. In 1967 behoorde hij tot de minderheid van zijn fractie die tegen artikel 22 (exclusief publicatierecht programmagegevens voor omroepverenigingen) van de ontwerp-Omroepwet stemde.
Al voor zijn vertrek uit de Kamer, werd hij directeur van het Centraal Bureau Nederlandse Vereniging voor Sociaal-Pedagogische Zorg, tot zijn vertrek in 1969 in deeltijd, daarna tot 1975 voltijds. Van 1975 tot 1985 was hij raadsadviseur gehandicaptenbeleid bij het Ministerie van Volksgezondheid en Milieuhygiëne, belast met het secretariaat van de interdepartementale stuurgroep gehandicaptenbeleid. Hij vervulde diverse nevenfuncties in de zorgsector.
Daams is getrouwd met Jacoba Gerarda de Bruijn, met wie hij twee zoons kreeg. In 1968 werd hij benoemd tot Ridder in de Orde van de Nederlandse Leeuw.